# Ampulex chalybea
Ampulex chalybea är en  stekelart som beskrevs av Frederick Smith 1856.
Ampulex chalybea ingår i släktet Ampulex och familjen Ampulicidae. Inga underarter finns listade i Catalogue of Life.